# Zdzisław Jachimecki

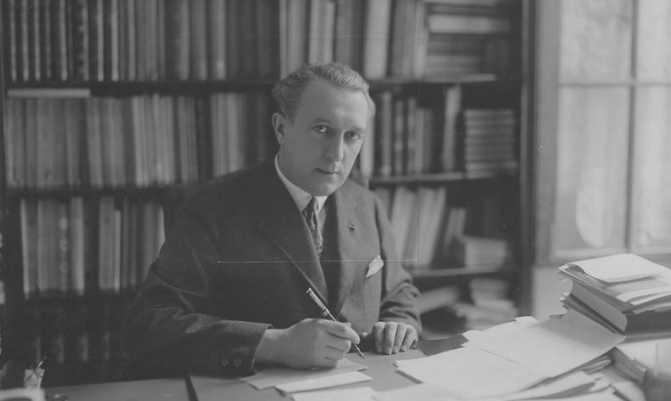
Zdzisław Jachimecki

Zdzisław Jan Jachimecki (ur. 7 lipca 1882 we Lwowie, zm. 27 października 1953 w Krakowie) – polski historyk muzyki, kompozytor, profesor Uniwersytetu Jagiellońskiego, członek PAU, mąż Zofii Jachimeckiej.

## Życiorys
Był synem Wojciecha (właściciela zakładu krawieckiego) i Bronisławy z Kraśniewiczów. Uczęszczał do gimnazjum we Lwowie. Od dzieciństwa grał na fortepianie i skrzypcach. Studiował teorię muzyki w Konserwatorium Galicyjskiego Towarzystwa Muzycznego we Lwowie (1899–1901), następnie muzykologię na uniwersytecie w Wiedniu (1902–1906). Na Uniwersytecie Jagiellońskim obronił w 1906 doktorat (praca Psalmy Mikołaja Gomółki), a w 1910 habilitował się (pracę Wpływy włoskie w muzyce polskiej od roku 1540 do 1640 przygotował pod kierunkiem Guido Adlera). W latach 1907–1913 prowadził wykłady z historii muzyki na Kursach im. Baranieckiego i w Konserwatorium Muzycznym w Krakowie, od 1910 był docentem w Seminarium Historii i Teorii Muzyki Uniwersytetu Jagiellońskiego. W 1908 ożenił się z Zofią Godzicką. W 1918 otrzymał nominację na profesora nadzwyczajnego oraz kierownika Katedry Historii i Teorii Muzyki, od 1921 był profesorem zwyczajnym; w roku akademickim 1932/1933 pełnił funkcję dziekana Wydziału Filozoficznego. Prowadził także wykłady z muzykologii i historii muzyki na uniwersytetach w Rzymie, Florencji, Bolonii, Padwie (1924–1925), Frankfurcie nad Menem, Hamburgu, Wiedniu (1937), ponownie w Bolonii, Florencji, Rzymie i Wiedniu (1938), w Budapeszcie (1939). Działał jednocześnie jako dyrektor artystyczny Towarzystwa Muzycznego w Krakowie, współpracował z krakowskim Teatrem im. Słowackiego. Dla Polskiego Radia przygotował w latach 1926–1934 liczne audycje słowno-muzyczne, pogadanki oraz prawie 400 koncertów. W 1930 przyczynił się do nadania Karolowi Szymanowskiemu godności doktora honoris causa Uniwersytetu Jagiellońskiego.
Został aresztowany przez Niemców w ramach Sonderaktion Krakau, był więziony od listopada 1939 do marca 1940 kolejno w Krakowie, Wrocławiu i obozie w Sachsenhausen. Później prowadził wykłady w ramach tajnego nauczania uniwersyteckiego. Po wojnie powrócił do obowiązków kierownika Katedry Historii i Teorii Muzyki. Współpracował z wieloma czasopismami, m.in. „Echem Muzycznym”, „Czasem”, „Przeglądem Polskim”, „Nową Reformą”, „The Slavonic and East European Review” (Londyn), „The Musical Quarterly” (Nowy Jork), „La Revue Musicale” (Paryż), „Kritika” (Praga). W 1930 został członkiem korespondentem Polskiej Akademii Umiejętności, w 1947 członkiem czynnym akademii. Od 1925 brał udział w pracach Komisji Historii Sztuki PAU, od 1926 Komisji Etnograficznej PAU, a w latach 1947–1952 przewodniczył Komisji Muzykologicznej PAU. Był jednym z założycieli Sekcji Muzykologów Związku Kompozytorów Polskich (1948), członkiem paryskiego Societe Francaise de Musicologie, rzymskiego Komitetu Honorowego Wydawnictwa Dzieł Palestriny, wiedeńskiego Towarzystwa im. Chopina.
Polskie Radio uhonorowało go nagrodą za słuchowisko o życiu Chopina. 
Jako kompozytor był twórcą pieśni solowych i chóralnych (m.in. Powój, Królewna); ponadto napisał komedię Wysokie C (1916) oraz opracował przekład libretta opery Wesele Figara Mozarta.
Został pochowany na cmentarzu Rakowickim w Krakowie (kwatera CC-płn-po lewej Lutosławskich).

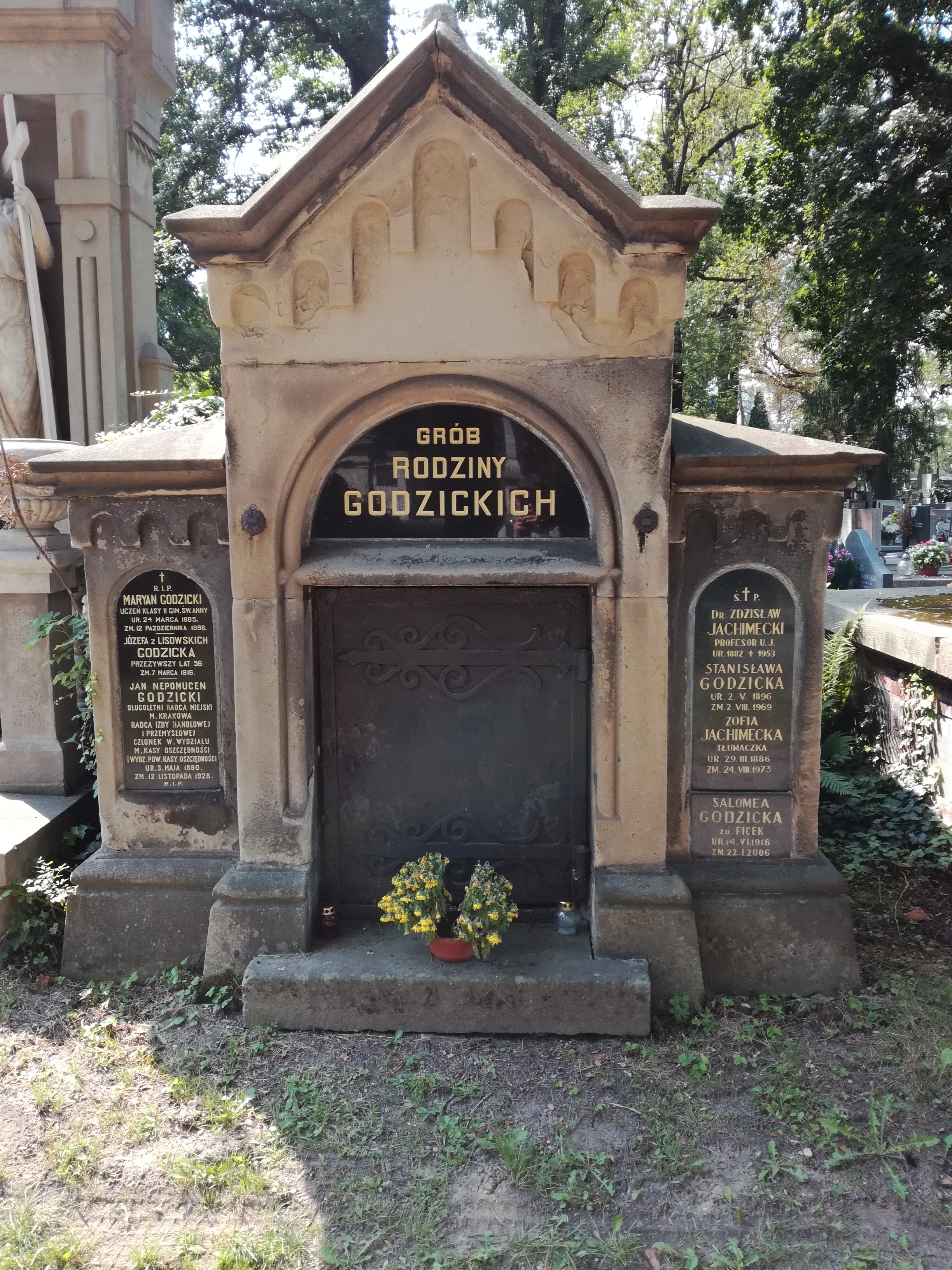
Grób prof. Zdzisława Jachimeckiego na cmentarzu Rakowickim w Krakowie

## Dzieła
W pracy naukowej zajmował się historią muzyki nowożytnej, historią polskiej muzyki renesansowej, biografistyką. Był autorem kilku syntetycznych opracowań historii muzyki i kultury muzycznej w Polsce od średniowiecza do XX wieku (Rozwój kultury muzycznej w Polsce, 1914; Historia muzyki polskiej, 1920; Muzyka polska, 1929–1932, 3 części, w: Polska, jej dzieje i kultura; Muzyka polska w rozwoju historycznym. Od czasów najdawniejszych do doby obecnej, 1948–1951, 2 części). Zajmował się twórczością operową XIX i XX wieku. Badał życie i twórczość Chopina, wydał zbiór jego korespondencji z obszernym wstępem i objaśnieniami (1949). Jako jeden z pierwszych zajmował się dorobkiem i życiem Bartłomieja Pękiela i Władysława Żeleńskiego, napisał pierwszą monografię twórczości Szymanowskiego (Karol Szymanowski. Rys dotychczasowej twórczości, 1927). Badał również pieśni Moniuszki.

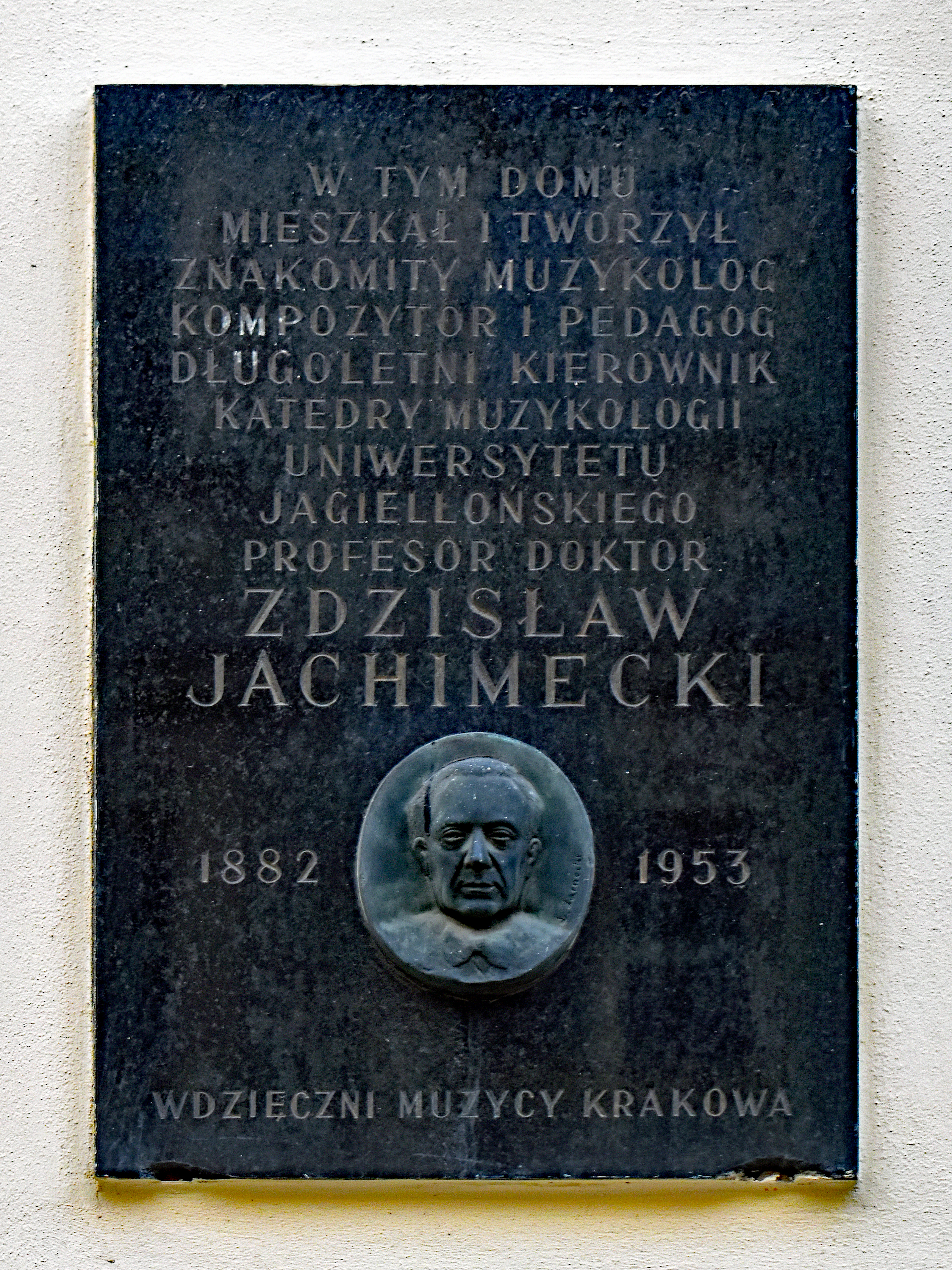
Tablica pamiątkowa na fasadzie kamienicy przy ul. Grodzkiej 47 w Krakowie, w której mieszkał prof. Zdzisław Jachimecki

Był encyklopedystą. Został wymieniony w gronie 180 edytorów pięciotomowej Ilustrowanej encyklopedii Trzaski, Everta i Michalskiego wydanej w latach 1926–1928 gdzie zredagował hasła związane z historią polskiej muzyki  . Z innych prac naukowych Jachimeckiego można wymienić:
- Mozart. W 150 rocznicę urodzin (1906)
- Hugo Wolf (1908)
- Józef Haydn (1910)
- Ryszard Wagner (1911)
- Wspomnienia Kurpińskiego (1911)
- Artega i Wagner jako teoretycy dramatu muzycznego (1912)
- Muzyka na dworze króla Władysława Jagiełły, 1424–1430 (1915)
- Moniuszko (1921)
- Fryderyk Chopin (1927)
- Na marginesie pieśni studenckiej z XV-go wieku (1930)
- Nieuwzględnione dotychczas źródło melodii Bogurodzicy (1930)
- Średniowieczne zabytki polskiej kultury muzycznej (1930)
- Mikołaj Gomółka i jego poprzednicy w historii muzyki polskiej (1946)
- Muzykologia i piśmiennictwo muzyczne w Polsce (1948)
- Chopin, rys życia i twórczości (1947)
- Z pism (1957–1961, 3 tomy)
- Władysław Żeleński (1959)

## Ordery i odznaczenia
- Krzyż Komandorski Orderu Odrodzenia Polski (11 listopada 1936)[7]
- Złoty Krzyż Zasługi (22 lipca 1952)[8]
- Krzyż Komandorski Orderu Korony Włoch (Włochy, 1926)
- Krzyż Komandorski Orderu Białego Lwa (Czechosłowacja, 1933)